# Rudohlávek jehlancovitý

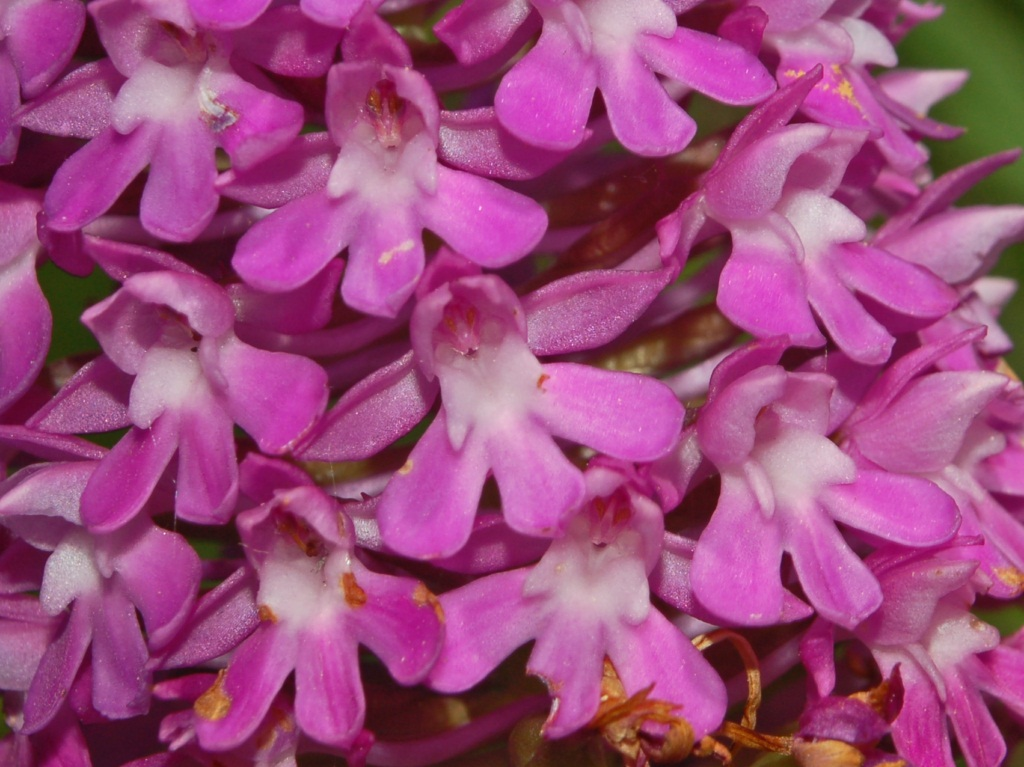
květy

Rudohlávek jehlancovitý (Anacamptis pyramidalis) je vzácná, nevysoká, vstavačovitá bylina, kvetoucí v časném létě na loukách a ve světlých lesích nachově červenými kvítky sestavenými do pyramidálního květenství. Je nápadná a vzhledově nezaměnitelná s jinou orchidejí rostoucí v české přírodě, kde je sice původní druh, ale je ohrožená vymizením a proto chráněna zákonem.

## Rozšíření
Je ostrůvkovitě rozšířena po velké části Evropy, její areál sahá od Francie na západě až po Ukrajinu a oblast Kavkazu a dále přes Turecko a Palestinu až do Iráku a Íránu na východě. Na jihu oblast výskytu zasahuje až na západní africké středomořské pobřeží a na severu po Britské ostrovy, jižní Švédsko a Baltské státy.
V České republice se vyskytuje v pahorkatinách a podhůří vyšších hor, v Čechách roste jen na několika lokalitách v Českém krasu, na Moravě v okolí Vsetína a v Bílých Karpatech, kde se nachází území s jeho nejhojnějším výskytem, národní přírodní rezervace Čertoryje.

## Ekologie
Jedná se o druh výslunných lesostepí, částečně křovinatých strání a světlých okrajů lesa. Roste na půdách výhřevných, vysýchavých až střídavě vlhkých, vápnitých a humózních, nesnáší však hnojení. Roste na loukách, pastvinách, v suchých trávnících, ve vřesovištích i řídkých křovinách a světlých teplomilných doubravách. Nejlépe mu prospívá půda s dostatkem vápníku. V české krajině se vyskytuje zejména v kolinním stupni, v teplých oblastech vystupuje do nadmořské výšky až 2400 m n. m. Chromozomů má 2n = 36, stupeň ploidie je x = 2.

## Popis
Vytrvalá bylina s lodyhou vysokou 30 až 50 cm a s dvěma protáhle vejčitými hlízkami s několika tenkými kořeny. Lodyha je přímá, lysá, v horní části jemně rýhovaná a porostlá vzpřímenými, jednoduchými, přisedlými, světle zelenými, čárkovitými, úzce kopinatými listy, které se směrem vzhůru zmenšují a lodyhu pochvovitě objímají. Listy v přízemní růžici vyrůstají již na podzim a v době kvetení jsou již odumřelé.
Květenství se vytváří na vrcholu lodyhy, je to hustý, nejdříve jehlancovitý a později vejčitý, mnohokvětý klas dlouhý 3 až 8 cm. Je složeno z mnoha drobných, červených, nachově červených, někdy růžových a vzácně i bílých oboupohlavných květů. Střední vnější okvětní lístek spolu s postranními vnitřními vytvářejí pootevřenou přilbu. Spodní, hluboce trojlaločný pysk má střední lalok delší a užší, než široce okrouhlé laloky postranní. Ostruha je tenká, delší semeníku a směřuje dolů. Sloupek je krátký, brylky s pylem jsou zelené, zkroucený, válcovitý semeník je na krátké stopce. Jedná se o poměrně značně variabilní druh, proměnlivá je barva květu, tvar pysku, délka ostruhy květu i tvar listu.
Orchidej kvete v květnu a červnu a její květy opylují motýli. Květy jsou cizosprašné a šálivé, neobsahují žádný nektar a opylovače lákají jen svým vzhledem. Motýli zasunou sosák do dlouhé ostruhy kde očekávají nektar, ten nenajdou, ale na sosák se jim přilepí brylky pylu které přenesou na další rostlinu, kde opět hledají nektar. Plodem je válcovitá, hnědá tobolka s velmi drobnými semeny, která dozrávají v červenci.

## Rozmnožování
Rudohlávek jehlancovitý se rozšiřuje výhradně semeny, vývoj nové rostliny trvá déle než 6 let a probíhá za podpory orchideoidní mykorhizy. Prvým rokem, po infikaci endofytickou houbou, semeno klíčí a vytváří protokorm, speciální útvar vznikající z embrya, který přirůstá po dvou vegetačních sezonách. Teprve koncem třetího roku dojde k jeho vyzrání, zastaví růst, vytvoří se tzv. mateřská hlíza a objeví se na ní vegetační pupen.
Přibližně v pátém roce vyroste z pupenu nad povrch půdy prvý zelený list a vytvoří se druhá, tzv. dceřina hlíza. V šestém roce vytváří rostlina již dva listy a shromažduje zásobní látky, teprve sedmým rokem je rostlina někdy schopná vykvést. Popsaný vývoj může být za různých podmínek kratší nebo delší, doba do prvého kvetení může trvat šest i deset let. Dospělé rostliny již nejsou na houbovém endofytu závislé a mají normální kořeny schopné absorbovat potřebné živiny z půdy. V laboratorních podmínkách se ještě nepodařilo jeho semena přivést ke klíčení. Pokud hlízy dospělých rostlin nenashromáždí během léta dostatek živin, dalším rokem nevykvetou.

## Ohrožení
Tento nádherný vstavač časného léta patří podle "Červený seznam cévnatých rostlin České republiky z roku 2012" ke kriticky ohroženým druhům (C1b) naší květeny, zákon jej však podle o dvacet let starší "Vyhlášky MŽP ČR č. 395/1992 Sb. ve znění vyhl. č. 175/2006 Sb." chrání jen v kategorii silně ohrožených druhů (§2). Rudohlávek jehlancovitý je také zahrnut v mezinárodní úmluvě o ochraně vzácných druhů CITES. Hlavní příčinou jeho postupného vymírání je likvidace vhodných biotopů, sekundární sukcese i nezodpovědný sběr kvetoucích rostlin.

## Galerie

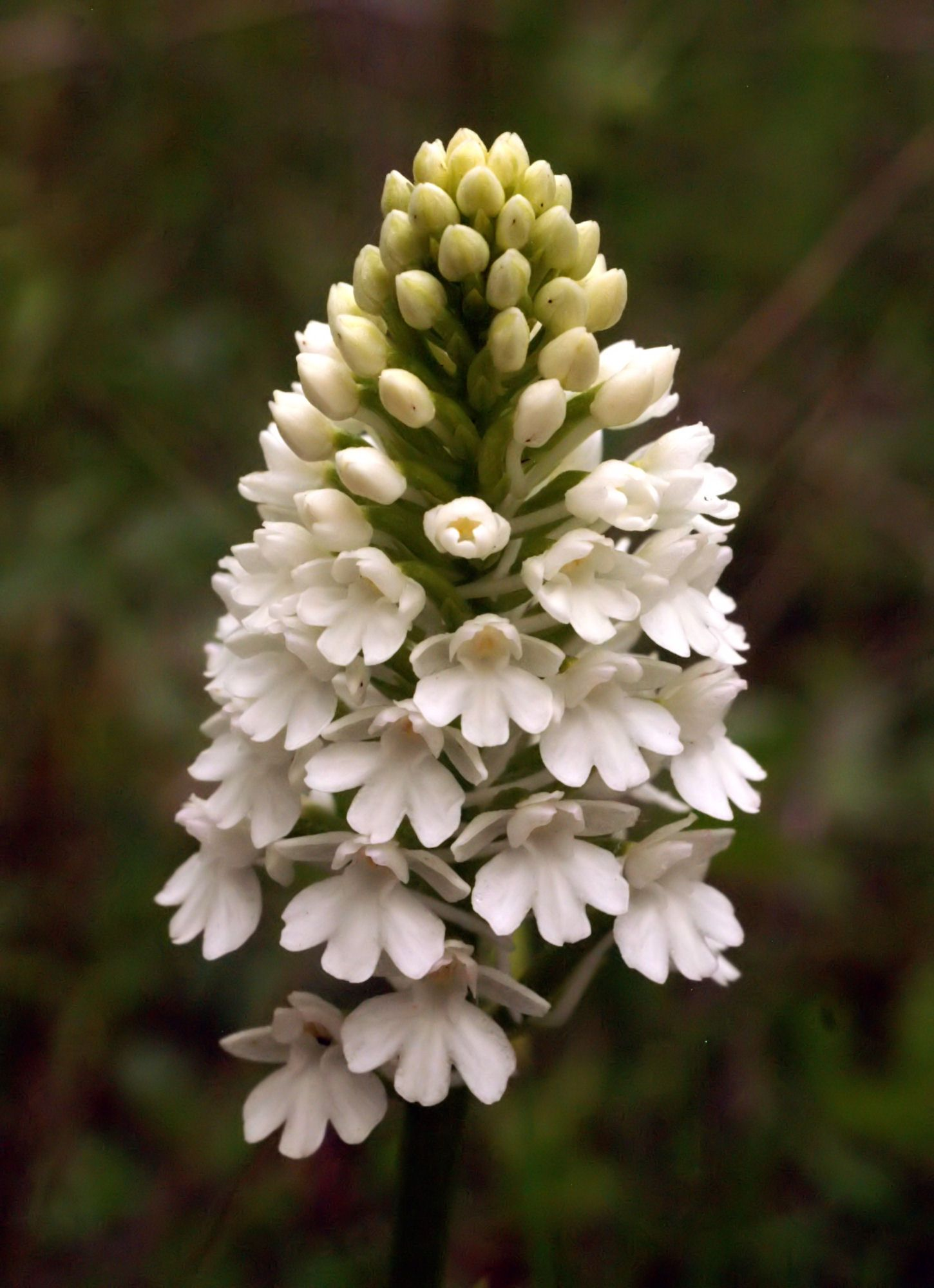
Bílé květy
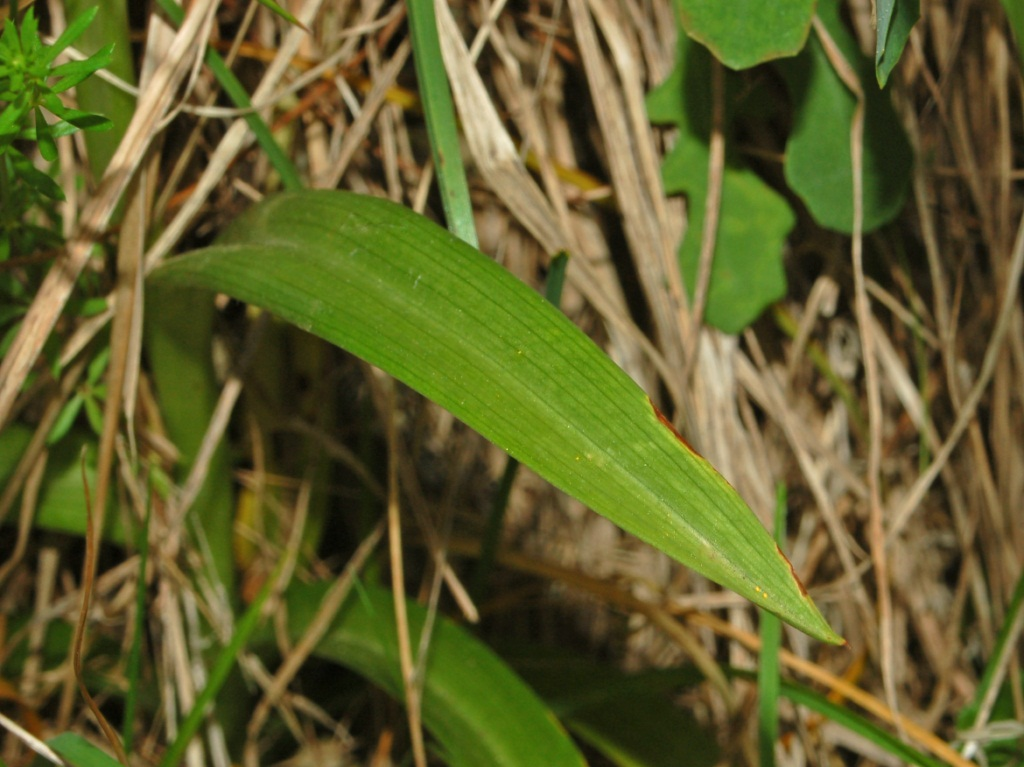
Listy
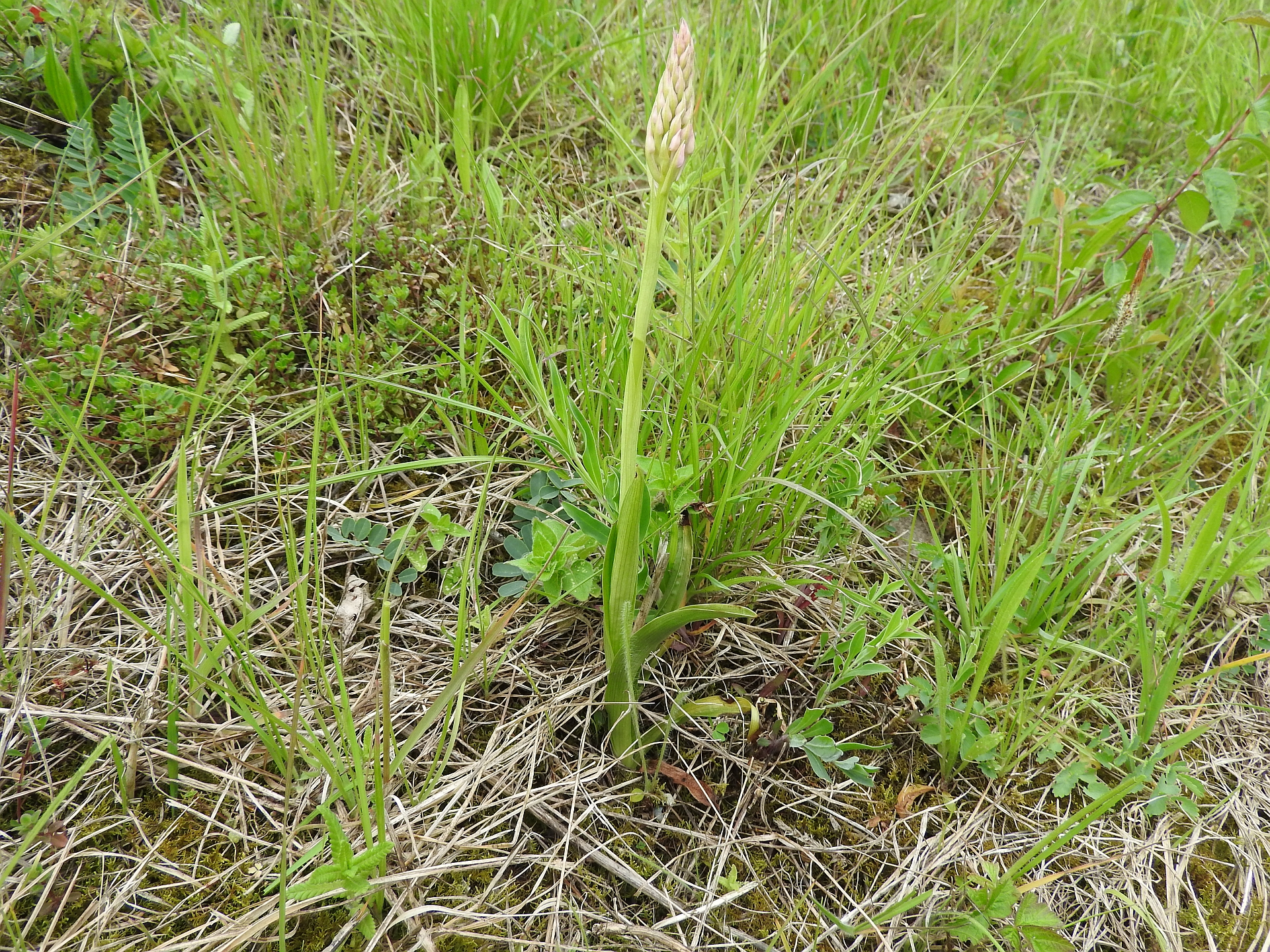
Květenství s nerozvitými květy
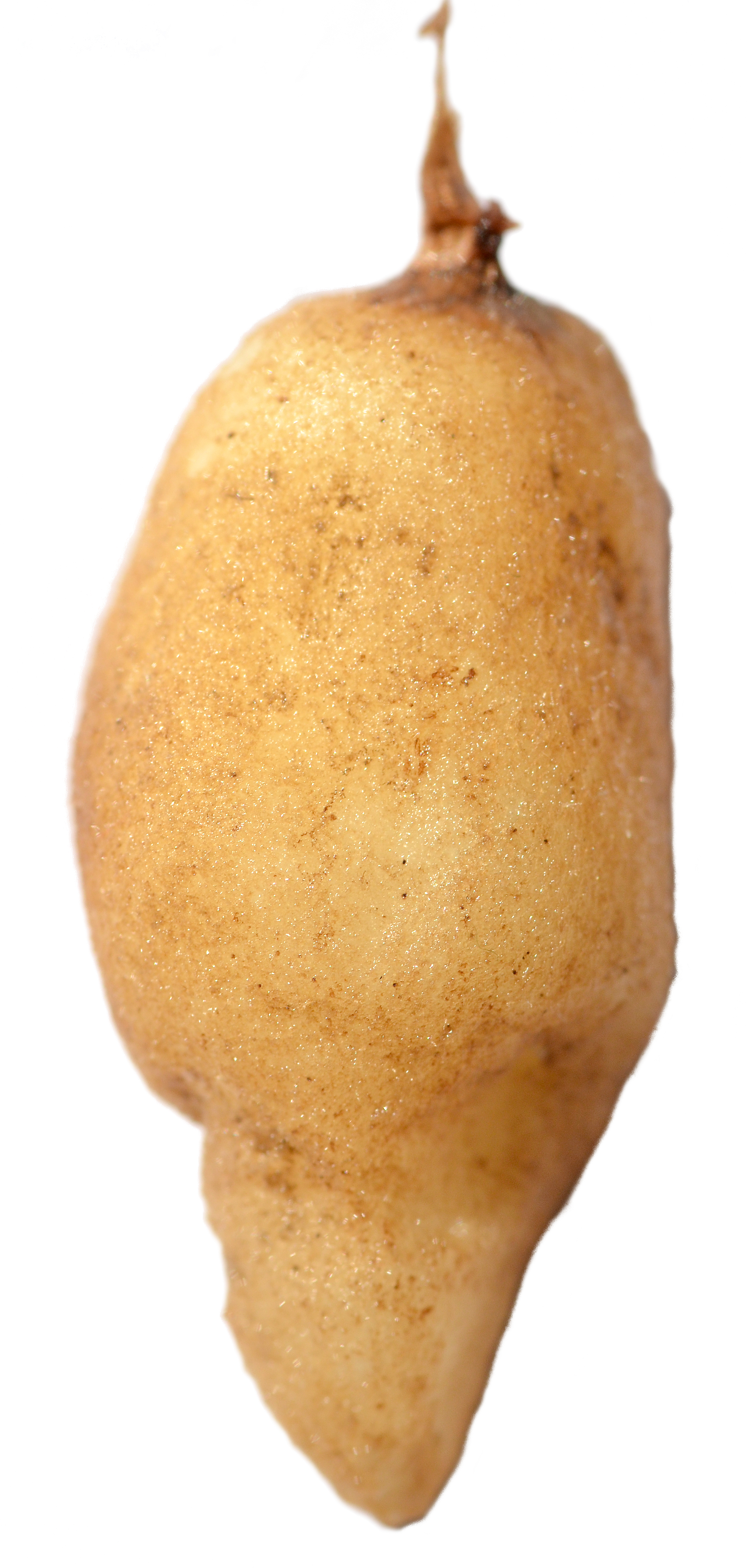
Hlízka